# Mestaruussarja 1981
La Mestaruussarja 1981 fu la settantaduesima edizione della massima serie del campionato finlandese di calcio, la cinquantunesima come Mestaruussarja. Il campionato, con il nuovo formato a doppia fase, venne vinto dall'HJK.

## Squadre partecipanti
| Club       | Città       | Stagione 1980                                                 |
| ---------- | ----------- | ------------------------------------------------------------- |
| Haka       | Valkeakoski | 2º posto in Mestaruussarja                                    |
| HJK        | Helsinki    | 3º posto in Mestaruussarja                                    |
| Ilves      | Tampere     | 6º posto in Mestaruussarja                                    |
| KPT Kuopio | Kuopio      | 1º posto nella fase per la salvezza                           |
| KTP        | Kotka       | 5º posto in Mestaruussarja                                    |
| KuPS       | Kuopio      | 8º posto in Mestaruussarja                                    |
| MiPK       | Mikkeli     | 4º posto nella fase per la salvezza, 3º posto in I divisioona |
| MP         | Mikkeli     | 3º posto nella fase per la salvezza, 1º posto in I divisioona |
| OPS        | Oulu        | Campione di Finlandia                                         |
| RoPS       | Rovaniemi   | 2º posto nella fase per la salvezza, 2º posto in I divisioona |
| Sepsi-78   | Seinäjoki   | 7º posto in Mestaruussarja                                    |
| TPS        | Turku       | 4º posto in Mestaruussarja                                    |

## Prima fase

### Classifica finale
|  | Pos. | Squadra    | Pt | G  | V  | N | P  | GF | GS | DR  |
|  | ---- | ---------- | -- | -- | -- | - | -- | -- | -- | --- |
|  | 1.   | KPT Kuopio | 31 | 22 | 11 | 9 | 2  | 45 | 22 | +23 |
|  | 2.   | HJK        | 28 | 22 | 12 | 4 | 6  | 40 | 24 | +16 |
|  | 3.   | TPS        | 28 | 22 | 11 | 6 | 5  | 36 | 22 | +14 |
|  | 4.   | Haka       | 27 | 22 | 11 | 5 | 6  | 42 | 24 | +18 |
|  | 5.   | KTP        | 26 | 22 | 11 | 4 | 7  | 33 | 26 | +7  |
|  | 6.   | OPS        | 25 | 22 | 9  | 7 | 6  | 43 | 34 | +9  |
|  | 7.   | Ilves      | 24 | 22 | 9  | 6 | 7  | 44 | 28 | +16 |
|  | 8.   | KuPS       | 23 | 22 | 10 | 3 | 9  | 34 | 37 | -3  |
|  | 9.   | Sepsi-78   | 20 | 22 | 8  | 4 | 10 | 21 | 30 | -9  |
|  | 10.  | RoPS       | 13 | 22 | 5  | 3 | 14 | 27 | 44 | -17 |
|  | 11.  | MP         | 11 | 22 | 4  | 3 | 15 | 17 | 50 | -33 |
|  | 12.  | MiPK       | 8  | 22 | 2  | 4 | 16 | 22 | 63 | -41 |

Legenda:
      Ammesse alla fase per il titolo
      Ammesse alla fase per la salvezza
Note:
Due punti a vittoria, uno a pareggio, zero a sconfitta.

## Seconda fase

### Fase per il titolo
Nella fase per il titolo le squadre portavano la metà dei punti conquistati al termine della prima fase (arrotondati per eccesso nel caso di punteggio dispari).

#### Classifica finale
|  | Pos. | Squadra    | Pt | G  | V  | N  | P  | GF | GS | DR  |
|  | ---- | ---------- | -- | -- | -- | -- | -- | -- | -- | --- |
|  | 1.   | HJK        | 25 | 29 | 17 | 5  | 7  | 57 | 32 | +25 |
|  | 2.   | KPT Kuopio | 23 | 29 | 13 | 12 | 4  | 56 | 28 | +28 |
|  | 3.   | Haka       | 23 | 29 | 15 | 6  | 8  | 54 | 34 | +20 |
|  | 4.   | TPS        | 22 | 29 | 13 | 10 | 6  | 46 | 27 | +19 |
|  | 5.   | Ilves      | 19 | 29 | 12 | 7  | 10 | 59 | 46 | +13 |
|  | 6.   | KTP        | 18 | 29 | 12 | 7  | 10 | 38 | 36 | +2  |
|  | 7.   | KuPS       | 18 | 29 | 11 | 7  | 11 | 46 | 50 | -4  |
|  | 8.   | OPS        | 16 | 29 | 10 | 8  | 11 | 55 | 58 | -3  |

Legenda:
      Campione di Finlandia e ammessa alla Coppa dei Campioni 1982-1983
      Ammessa in Coppa UEFA 1982-1983
Note:
Due punti a vittoria, uno a pareggio, zero a sconfitta.

### Fase per la salvezza
Alla fase per la salvezza accedevano le squadre classificatesi dal nono al dodicesimo posto della prima fase e le prime quattro classificate nella I divisioona. Le squadre partivano con dei punti di bonus in base al piazzamento raggiunto nella prima fase.

#### Classifica finale
|  | Pos. | Squadra     | Pt | G | V | N | P | GF | GS | DR  |
|  | ---- | ----------- | -- | - | - | - | - | -- | -- | --- |
|  | 1.   | Kuusysi     | 14 | 7 | 4 | 2 | 1 | 17 | 8  | +9  |
|  | 2.   | Kuopion Elo | 13 | 7 | 5 | 1 | 1 | 12 | 4  | +8  |
|  | 3.   | KPV         | 12 | 7 | 4 | 1 | 2 | 16 | 10 | +6  |
|  | 4.   | Sepsi-78    | 12 | 7 | 3 | 2 | 2 | 16 | 11 | +5  |
|  | 5.   | RoPS        | 12 | 7 | 4 | 1 | 2 | 16 | 13 | +3  |
|  | 6.   | MP          | 5  | 7 | 0 | 3 | 4 | 7  | 18 | -11 |
|  | 7.   | Honka       | 4  | 7 | 1 | 1 | 5 | 7  | 16 | -9  |
|  | 8.   | MiPK        | 4  | 7 | 1 | 1 | 5 | 8  | 19 | -11 |

Legenda:
      Ammesse in Mestaruussarja
      Vincitore della Suomen Cup 1981 e ammessa in Coppa delle Coppe 1982-1983
      Ammesse in I divisioona
Note:
Due punti a vittoria, uno a pareggio, zero a sconfitta.
Punti di bonus:
Sepsi-78 e Kuusysi: 4 punti
RoPS e KPV: 3 punti
MP ed Elo Kuopio: 2 punti
MiPK e Honka: 1 punto